# Теорија користи
Теорија користи (Теорија користи и задовољства) представља један од приступа истраживања учинка медија који показује да публику привлаче оне врсте медија које испуњавају њихове социјалне и психолошке потребе. Ова теорија припада истраживачкој школи која је позната као „приступ користи и задовољства”, чије порекло лежи у трагању за објашњењем пажње која се поклања одређеним медијским садржајима.
Ова теорија се разликује од традиционалних истраживања ефеката медија својим трагањем пре за објашњењем шта људи раде с медијима, него за тим како медијске поруке утичу на њих. Она наглашава појам активне публике, чији чланови користе медије да би задовољили своје потребе.

## Медији и задовољавање публике[2]
Људи приступају масовним медијима, са својим потребама, и усмеравају се у посматрању, слушању или читању комплексом очекивања или задовољства којим теже; ове потребе делом настају у личности, делом у друштвеним околностима. Зато је оправдано да се, у сваком испитавању утицаја масовних медија, води рачуна о потребама публике и задовољствима која јој медији пружају.
Задовољства која се начешће помињу у бројним, различитим студијама о употреби масовних медија укључују: добијање информација и вести о широј или непосредној средини која окружује човека; олакшање тескобе, усамљености, напетости, личних невоља или обезбеђење путева ескапизма, обично у правцу света фантазије, често путем механизма идентификације с јунаком и јунакоњом; давање подршке, сигурност и повећање самопоштовања; потпомагање друштвене интеракције, тиме што нуде теме за разговор и друго.
Уопштено говорећи, највећи део медијског садржаја може бити сврстан у забаву и то је главни разлог зашто су медији толико популарни. И продуценти и публика теже забави. Забаву је тешко дефинисати, али изгледа да је главна идеја разбибрига или заокупљеност неком причом или спектаклом. С тим у вези је и дистрактивна функција медија масовног комуницирања, која омогућава индивидуи да 'предахне', да би могла наставити да се излаже информисању, интерпретацијама и прескрипцијама, које су јој толико неопходне у савременом свету.

## Истраживања
Прва истраживања ове врсте датирају из раних 1940-их година и била су фокусирана на узроке популарности различитих радио програма, нарочито сапуница и квизова, као и на свакодневно читање новина. На основу разговора са читаоцима новина, открило се да су оне више него извор корисних информација. Наиме, показало се да су новине важне за пружање читаоцима осећаја сигурности, заједничких тема за разговоре и структуре рутинској свакодневници.
Елху Кац је 1959. године први описао приступ користи и задовољства, у свом одговору на став Бернарда Берелсона. Берелсон је, наиме, тврдио да изгледа да је област истраживања комуникација мртва. Кац је одговорио да је област која заиста умире проучавање масовних комуникација са становишта њихове функције убеђивања. Уместо тога, он је предложио да се област комуникацијских студија усредсреди на одговор на питање шта људи раде с медијима.
Захтеви публике се, стога, сматрају главним интервенишућим фактором, у проучавању ефеката медија; „истраживачи медија треба да проучавају људске потребе, како би открили колико медији доприносе или не њиховом стварању и задовољењу”.

## Музика и задовољство[4]
У истраживањима и теорији масовних комуникацији, релативно мало пажње је било посвећено музици као масовном медијуму. То представља велики недостатак и проблем, јер музика има посебно велики број учинака, нарочито у погледу расположења или узбуђења.
Тако Меријем, чувени етномузиколог, тврди да „поред музике, вероватно нема друге људске активности која је толико свеприсутна, задире, обликује и често контролише велики део људског понашања“ (Belcher 2010).
О значају и присутности музике у животу људи говори и следећи податак. Америчка асоцијација дискографске индустрије RIAA (енгл. Recording Industry Association of America) установила је, 2000. године, да музика, као универзални облик комуникације у свету, додирује сваког човека на планети, што доноси зараду од 40 милијарди долара годишње. Шта све музика пружа? Одговор гласи: уживање добијено слушањем музике; осећај топлине и другарства зато што су људи део групе која ствара музику; физичку енергију која се, у људима, ослобађа, једнако извођењем, као у слушањем музике, и која често инспирише људе да се покрену и играју. Сви ови увиди, стечени у проучавању музике као облика комуникације, потврђују основне поставке теорије користи и задовољства, пре свега, оне да неки медиј или медијски садржај привлачи нашу пажњу, зато што задовољава одређене важне потребе у животу.